# Deborah Iurato
Deborah Iurato (Ragusa, 21 novembre 1991) è una cantautrice italiana, vincitrice nel 2014 della tredicesima edizione del talent show Amici di Maria De Filippi.

## Biografia

### Amici 13 eDeborah Iurato(2014)
Nata e cresciuta a Ragusa, inizia la sua carriera musicale live nel 2008 con il gruppo “Soulcity” formata da Deborah, Giampiero Scifo, Fabiana Fatuzzo, Marco di Martino, Alessandro Scarlata, Gianni di Martino. Con i Soulcity si esibisce in tutta Sicilia grazie ai numerosissimi concerti. Formatasi sotto la guida del maestro Giuseppe Arezzo, esordisce nel 2014 nel talent show Amici di Maria De Filippi, vincendo la tredicesima edizione. Nello stesso periodo debutta con il suo primo EP, intitolato anch'esso Deborah Iurato e che raggiunge la seconda posizione della classifica italiana degli album, oltre ad essere stato certificato disco di platino dalla FIMI per le oltre 50 000 copie vendute. Questa pubblicazione è accompagnata dal singolo Danzeremo a luci spente, uscito in radio il 2 maggio 2014 e che ottiene la certificazione disco d'oro dalla FIMI per aver venduto oltre 25 000 copie, dal singolo Anche se fuori è inverno, scritto da Fiorella Mannoia che raggiunge la vetta della classifica dei singoli italiana, certificato anch'esso disco d'oro dalla FIMI, oltre a una candidatura da parte di RTL 102.5 come brano dell'estate 2014 al Summer Festival, e da Piccole cose, estratto in radio il 25 luglio.
Durante l'estate 2014 la cantante è ospite dei concerti di Fiorella Mannoia tenuti a Taormina, Palermo e Gela e di quello di Alessandra Amoroso svoltosi a Catanzaro.

### Libere(2014-2015)
Il 17 ottobre 2014 la cantante pubblica il singolo L'amore vero, che anticipa l'album di debutto Libere, prodotto da Mario Lavezzi, raggiungendo l'undicesima posizione nella classifica italiana degli album. L'album è promosso dai singoli Dimmi dov'è il cielo e l'omonimo Libere, rispettivamente usciti il 5 dicembre 2014 e il 13 marzo 2015, nonché da un tour promozionale svoltosi tra il 2014 e il 2015.
Il 13 febbraio 2015 la cantante apre il concerto di Lionel Richie tenutosi al Mediolanum Forum di Assago, mentre nel concerto tenuto al Teatro Dal Verme di Milano il mese seguente partecipano in qualità di ospiti d'eccezione Giovanni Caccamo, Loredana Bertè e Rocco Hunt rispettivamente nei brani L'amore vero, E la luna bussò e Sono molto buona. Nella data del 22 marzo invece è ospite Fiorella Mannoia, con la quale canta Treni a vapore.

### Sono ancora ioe Sanremo 2016 (2015-2016)
Il 5 giugno 2015 esce il singolo inedito Da sola, scritto da Giovanni Caccamo, musicato da Placido Salomone e presentato il giorno precedente ai Wind Music Awards 2015 e il 26 dello stesso mese alla seconda serata del Summer Festival, manifestazione alla quale la cantante si classifica seconda.
Nell'agosto 2015 collabora con il cantautore milanese Marco Rotelli alla realizzazione del brano Fermeremo il tempo, pubblicato come singolo nel settembre 2015. Nel febbraio 2016 esordisce al Festival di Sanremo insieme a Giovanni Caccamo nella categoria "Campioni" con il singolo Via da qui, classificatosi terzo alla manifestazione. Il singolo viene successivamente inserito nel secondo album in studio Sono ancora io, uscito il 12 febbraio 2016. Il 20 maggio esce il terzo singolo estratto dall'album, l'omonimo Sono ancora io.
A fine luglio 2016 collabora con il rapper Moreno per la realizzazione del brano Lasciami andare, contenuto nel album di quest'ultimo, Slogan. Dal 16 settembre al 25 novembre è concorrente della sesta edizione del programma televisivo Tale e quale show, trionfando nella puntata finale. Il 3 dicembre è ospite nella semifinale della 59ª edizione dello Zecchino d'Oro.

### Il periodo di pausa ed il nuovo album (2016-2022)
Tra il 2016 e il 2019 non pubblica nuovo materiale, continuando comunque l'attività di tournée per l'Italia.
Nel 2018 viene scelta per cantare la sigla italiana della serie televisiva Heidi Bienvenida.
Il 27 maggio 2019, data anche del suo 5º anniversario dalla vittoria di Amici di Maria De Filippi, annuncia la collaborazione con i Soul System nel nuovo singolo Stammi bene (on my mind) uscito il 7 giugno, primo estratto dal terzo album in studio in preparazione e in uscita nel 2021. Con il gruppo intraprende anche un tour nel corso del 2019 dal titolo Deborah Iurato & Soul System Tour.
Il 24 aprile 2020 pubblica Supereroi, primo singolo realizzato con l'etichetta indipendente Sunyum Kim/Ora Label., secondo estratto dal terzo album in studio in uscita nel 2021.
Il 10 luglio esce in radio e in tutti i digitali Ma cosa vuoi?, terzo estratto dal terzo album in uscita nel 2021.
L’8 dicembre esce in tutte le piattaforme digitali Voglia di gridare, mentre l’11 dicembre uscirà in tutte le radio,  quarto estratto dal terzo album in uscita nel 2021.
Il 22 dicembre esce Viene Natale (se stiamo lontani saremo vicini) progetto dove Deborah collabora con altri grandi artisti siciliani a favore delle famiglie che hanno perso i propri cari a causa della pandemia Covid-19.
Il 10 giugno 2022 ,  esce sulle piattaforme “Live Set” progetto dove Deborah rielabora ed interpreta vari brani soul/r&b della storia della musica internazionale. 

### LoZecchino D'Oro,Una voce per San Marinoed il nuovo capitolo musicale (2023-presente)
A fine 2022 presenta in gara allo Zecchino d'Oro la canzone scritta insieme al maestro Massimo Zanotti Mille fragole, interpretata dalla piccola cantante Maryam Pagliarone e molto apprezzata dal pubblico e dalla critica generalista; partecipa in presenza anche allo speciale dell'Epifania. A febbraio 2023 partecipa alla finale di Una voce per San Marino 2023 con il brano Out of Space, primo singolo in inglese della cantautrice, che poi porterà in giro per l'Italia nel tour estivo di quell'anno.

## Discografia

### Album in studio
- 2014 – Libere
- 2016 – Sono ancora io

### EP
- 2014 – Deborah Iurato
- 2022 – Live Set - Groove Factory

### Singoli
- 2014 – Danzeremo a luci spente
- 2014 – Anche se fuori è inverno
- 2014 – Piccole cose
- 2014 – L'amore vero
- 2014 – Dimmi dov'è il cielo
- 2015 – Libere
- 2015 – Da sola
- 2015 – Fermeremo il tempo (con Marco Rotelli)
- 2016 – Via da qui (con Giovanni Caccamo)
- 2016 – Sono ancora io
- 2019 – Stammi bene (on my mind) (con Soul System)
- 2020 – Supereroi
- 2020 – Ma cosa vuoi?
- 2020 – Voglia di gridare
- 2023 – Out of Space

### Collaborazioni
- 2016 – Lasciami andare (con Moreno, in Slogan)

### Apparizioni in raccolte
- 2014 – Radio Italia Donne in musica, con Anche se fuori è inverno
- 2015 – Radio Italia - Love 2015, con L'amore vero
- 2015 – Ciao Italia!, con Anche se fuori è inverno
- 2016 – San Valentino: compilation d'amore, con Fermeremo il tempo

## Tournée
- 2015 – Libere Tour
- 2016/2017 – Sono ancora io Tour
- 2018 – Piccole cose Tour
- 2019 – Deborah Iurato & Soul System Tour
- 2022 – Deborah Iurato Live
- 2023 – Out of Space Tour

## Programmi televisivi
- Amici di Maria De Filippi (Canale 5, Real Time, 2013-2014) vincitrice
- Tale e quale show (Rai 1, 2016) concorrente
- Tale e quale show - Il torneo (Rai 1, 2016) vincitrice
- Tale e quale Sanremo (Rai 1, 2024) concorrente

## Premi e riconoscimenti
- 2014 - Prima classificata della tredicesima edizione di Amici di Maria De Filippi
- 2015 – Wind Music Awards - Premio CD Platino per l'EP Deborah Iurato